# Francisco de Vargas
Francisco José de Vargas Benítez (22 de octubre de 1970) es un político paraguayo que ocupó el cargo de ministro del Interior.

## Biografía
Se recibió de abogado en 1994 en la Facultad de Ciencias Jurídicas y Diplomáticas de la Universidad Católica "Nuestra Señora de la Asunción".
Se especializó en curso a nivel maestría en derecho penal, así como metodología del derecho y téccnica Jurídica, dictado por Wolgang Schone, desde el 1 de noviembre de 2002 hasta el 31 de diciembre del 2003, con una carga horaria de 230 horas en la ciudad de Asunción.
Participó igualmente de cursos referentes a temas jurídicos a nivel nacional e internacional entre los que se destacan "Jornadas de Capacitación para la Reforma Procesal Penal de la República del Paraguay" Córdoba, Argentina (2000); "Curso Intensivo de Derecho Penal" (2002).
Comenzó su carrera en el Poder Judicial en 1991 mientras aún era estudiante de Derecho, siendo así procurador adjunto de la Procuraduría General de la República.
El 15 de agosto de 2013, asumió como ministro del Interior del Paraguay en el gabinete del presidente Horacio Cartes. Previamente se desempeñó como el jefe de la Secretaría Nacional Antidrogas (Senad).